# Christian Köchling
Christian Köchling (* 8. März 1854 in Rhenegge; † 11. September 1927 in Korbach) war ein deutscher Gutsbesitzer und Politiker.
Köchling war der Sohn des Landwirts Christian Friedrich Köchling (1823–1890) und dessen Ehefrau Louise, geborene Welteke (1832–1922). Er heiratete am 26. März 1883 in Rhenegge Caroline Bangert-Eichmann (1864–1933) aus Wirmighausen. Köchling war Gutsbesitzer in Rhenegge. Von 1905 bis 1919 war er für den Wahlkreis Kreis des Eisenbergs Abgeordneter im Landtag des Fürstentums Waldeck-Pyrmont. 